# Tokorozawa
Tokorozawa (jap. 所沢市, -shi) ist eine Stadt in der japanischen Präfektur Saitama, etwa 30 km westlich vom Stadtzentrum Tokios.

## Geographie
Tokorozawa liegt im zentralen Teil der Musashino-Ebene und zählt zur Metropolregion Tokio.
Ein Großteil des Sayama-Sees fällt in die Stadtgrenzen und der Tama-See berührt den südwestlichen Teil der Stadt.

## Geschichte
Während der Kamakura-Zeit war die Stadt von mehreren Schlachten betroffen, die Teil des Genkō-Krieges waren.
Tokorozawa ist als der „Geburtsort der japanischen Luftfahrt“ bekannt. 1911 wurde hier der erste Flugplatz Japans eröffnet. Er diente bis zum Ende des Zweiten Weltkrieges als Militärbasis und fiel nach dem Krieg unter die Kontrolle der Streitkräfte der Vereinigten Staaten.  Die USA gab Tokorozawa 1971 fast vollständig an Japan zurück, behielt jedoch eine Kommunikationseinrichtung für das Militär.
Tokorozawa wurde 1950 offiziell zu einem Shi (jap. 市) und 2002 zu einem Tokureishi (jap. 特例市) ernannt.
Die Stadt diente als Vorbild für Teile des Anime-Films Mein Nachbar Totoro von Studio Ghibli, erschienen 1988.

## Verkehr

### Eisenbahnen

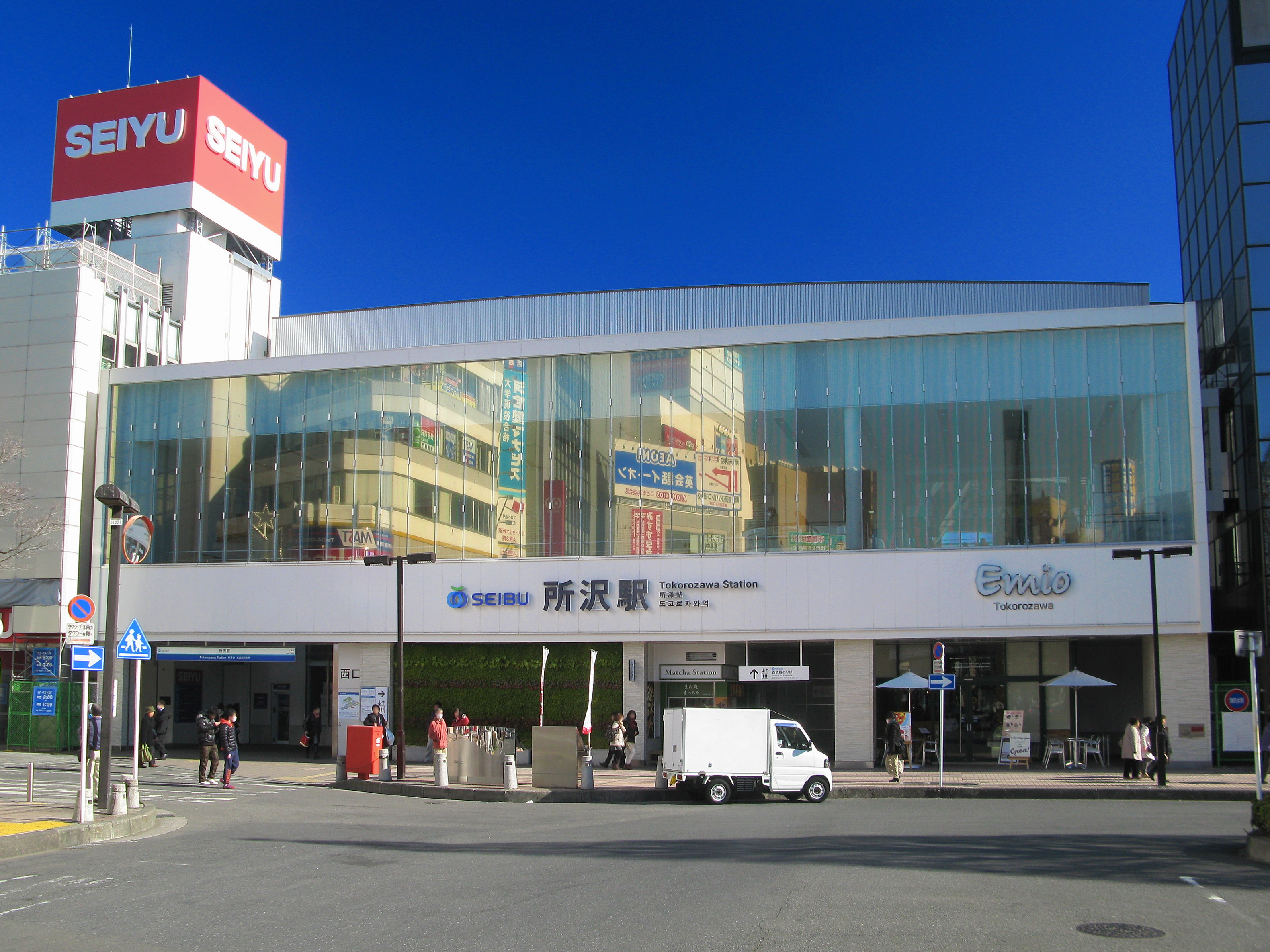
West-Eingang des Bahnhofs Tokorozawa

- Seibu Ikebukuro-Linie: Bahnhof Tokorozawa, Bahnhof Nishi-Tokorozawa, Bahnhof Kotesashi, Bahnhof Sayamagaoka
- Seibu Shinjuku-Linie: Bahnhof Tokorozawa, Bahnhof Kōkū-kōen (Luftfahrtpark), Bahnhof Shin-Tokorozawa
- Seibu Sayama-Linie: Bahnhof Nishi-Tokorozawa, Bahnhof Shimo-Yamaguchi, Bahnhof Seibu-Kyūjōmae (vor Stadion Seibu)
- Seibu Yamaguchi-Linie: Bahnhof Seibu-Kyūjōmae, Bahnhof Yūenchi-Nishi (Vergnügungspark West)
- Musashino-Linie: Bahnhof Higashi-Tokorozawa

### Bus
Busse verkehren häufig zwischen Tokorozawa und den Flughäfen Haneda und Narita. Die Busse fahren vom Ostausgang des Bahnhofes Tokorozawa und dem Bahnhof Higashi-Tokorozawa ab.

### Straße
- Kan’etsu-Autobahn
- Nationalstraße 463

## Sehenswürdigkeiten
- Seibu Dome: Heimstadium der Seibu Lions
- Seibu-en: ein Vergnügungspark
- Luftfahrtmuseum Tokorozawa: Japans erster Flugplatz
- Sayama Skipiste: Indoor-Ski- und Snowboarding
- UNESCO-Dorf: pädagogischer Dinosaurier-Park
- Muse, Tokorozawa Civic Cultural Centre
- Hachikokuyama: Naturpark, der als Inspirationsquelle für Mein Nachbar Totoro diente
- Shinmei-Schrein
- Hatogamine-Hachiman-Schrein

Das Tokorozawa-Matsuri ist ein Fest mit Mikoshi, Taiko-Trommeln und Samba-Tänzern, das alljährlich im Oktober gefeiert wird.

## Wirtschaft

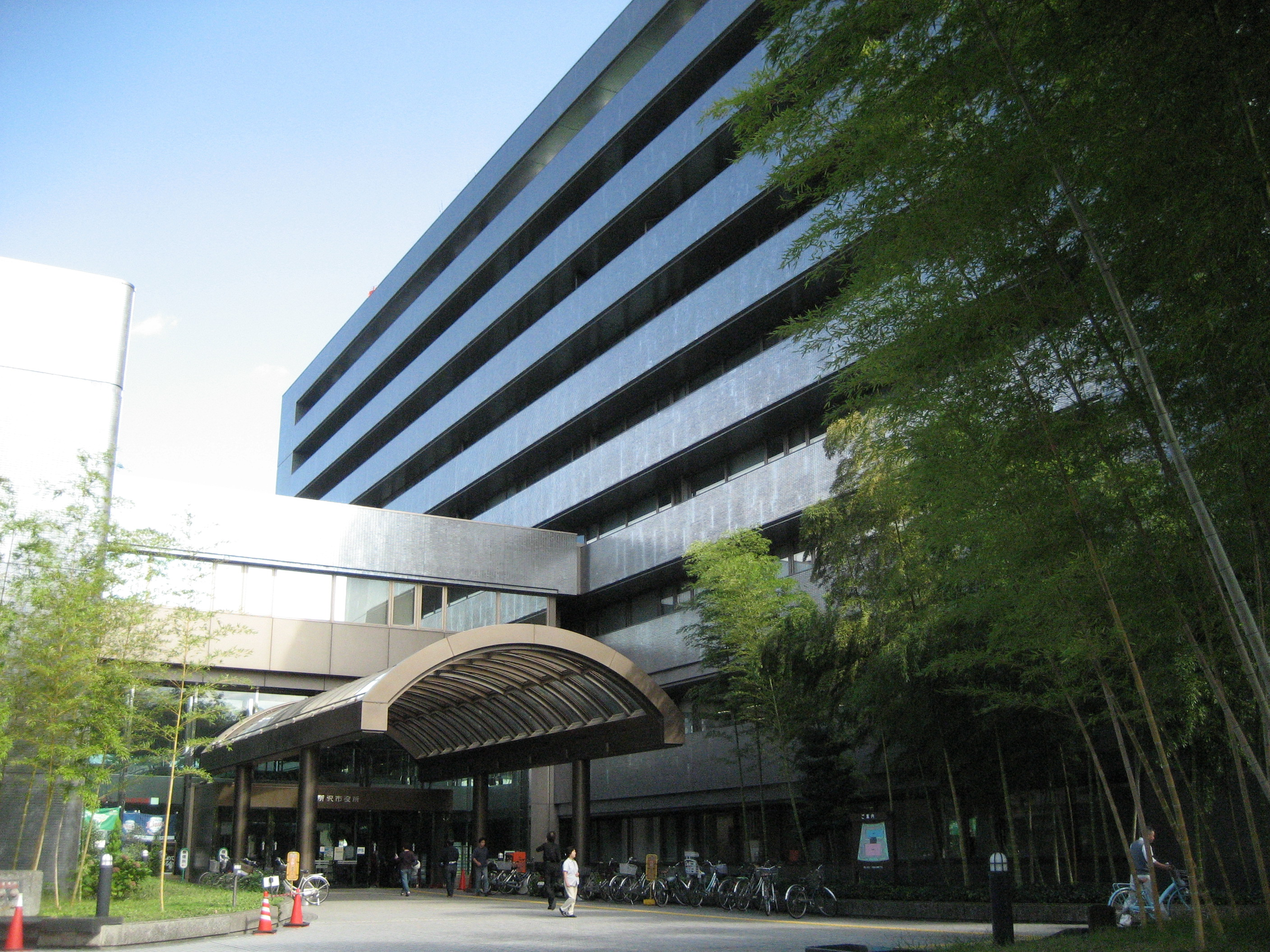
Rathaus von Tokorozawa

Während der Edo-Zeit lag der Industrieschwerpunkt auf der Seidentextilproduktion.
Heute ist die Stadt ein Landwirtschaftsmarkt für den lokal angebauten grünen Sayama-Tee. Andere landwirtschaftliche Produkte sind Spinat, Karotten, Süßkartoffeln, Kletten, Birnen und Weintrauben. Darüber hinaus haben sich einige Großunternehmen in Tokorozawa angesiedelt. Beispielsweise hat Seibu Tetsudō dort ihren Hauptsitz und Citizen Holdings betreibt dort ein Werk zur Herstellung von Armbanduhren.
Die Bezirkskontrollstelle „Tokyo Air Traffic Control Center“ befindet sich in Tokorozawa und lenkt den gesamten Luftverkehr für die Regionen Kantō, Jōetsu, Tōhoku, Chūbu, Hokuriku sowie einen Teil von Kinki.

## Sport
Tokorozawa ist die Heimat des Baseballvereins Saitama Seibu Lions und dem Basketballteam Saitama Broncos. Die Seibu Lions zogen 1978 nach Tokorozawa und spielen im Seibu Dome. Die Saitama Broncos wurden 1999 gegründet und spielen in der „Städtischen Sporthalle Tokorozawa“ (所沢市民体育館, Tokorozawa shimin taiikukan).

## Persönlichkeiten
- geboren in Tokorozawa:
  - Shūta Doi (* 1996), Fußballspieler
  - Yoshiharu Habu (* 1970), Shōgi-Spieler
  - Masahiro Kaneko (* 1991), Fußballspieler
  - Masaaki Gotō (* 1995), Fußballspieler
  - Ibrahim Junior Kuribara (* 2001), Fußballspieler
  - Kōki Nakamura (* 1992), Fußballspieler
  - Keita Nozaki (* 1990), Fußballspieler
  - Kentarō Satō (* 1994), Sprinter
  - George Tokoro (Takayuki Haga), Komiker
  - Yutaka Takenouchi, Schauspieler
  - Tanaka Ōdō (1867–1932), Essayist
  - Kōhei Tomita (* 1996), Fußballspieler
  - Masayuki Yamada (* 1994), Fußballspieler
- wohnhaft in Tokorozawa: 
  - Hayao Miyazaki (* 1941), Anime-Regisseur und zweifacher Oscar-Preisträger
  - Hideshi Hino (* 1946), Horror-Mangaka
  - Aguri Suzuki (* 1960), Rennfahrer
  - Akito Watabe (* 1988), Nordischer Kombinierer

## Städtepartnerschaften
- Decatur, Vereinigte Staaten, seit 1966
- Changzhou, Volksrepublik China, seit 1992
- Anyang, Südkorea, seit 1998

## Angrenzende Städte und Gemeinden
- In der Präfektur Saitama
  - Kawagoe
  - Iruma
  - Sayama
  - Niiza
  - Miyoshi

- In der Präfektur Tokio
  - Kiyose
  - Higashimurayama
  - Higashiyamato
  - Musashimurayama
  - Mizuho